# منتخب الدنمارك لكرة اليد للسيدات
منتخب الدنمارك لكرة اليد للسيدات هو الممثل الرسمي لدولة الدنمارك في رياضة كرة اليد. شارك في بطولة العالم لكرة اليد للسيدات 19 مرة وكانت المشاركة الأولى في سنة 1957، كان أفضل مركز له فيها هو الأول. شارك في كرة اليد في الألعاب الأولمبية الصيفية 4 مرات وكانت المشاركة الأولى في سنة 1996. شارك في بطولة أوروبا لكرة اليد للسيدات 12 مرة وكانت المشاركة الأولى في سنة 1994، كان أفضل مركز له فيها هو الأول.